# 生駒騒動
生駒騒動（いこまそうどう）は、江戸時代初期に讃岐高松藩生駒家で起こったお家騒動。重臣が争い、生駒家は改易となった。

## 大名生駒家
大名としての生駒家は織田信長、豊臣秀吉に仕えた生駒親正にはじまる。四国平定後、親正は讃岐国17万1800石を与えられ、三中老に任じられて豊臣政権に参与した。関ヶ原の戦いでは親正は西軍に与したが、嫡男一正が東軍に参じて戦ったため本領安堵され、親正は一正に家督を譲り隠居、一正の跡は子の正俊が襲封した。正俊は伊勢津藩主藤堂高虎の娘を正室とした。高虎は豊臣系の外様大名だったが、秀吉の死後は徳川家康への忠勤に励み江戸幕府の信頼が厚かった。

## 騒動の経過

### 発端
元和7年（1621年）、正俊が36歳で死去すると、11歳の小法師が跡を継いだが、小法師が若年であったため外祖父の高虎が後見することになり、高虎は西嶋八兵衛など藤堂家の家臣を讃岐へ派遣して藩政にあたらせた。寛永2年（1625年）、小法師は元服して高俊を名乗り、翌年には従五位下・壱岐守に叙任し、さらに幕府の老中首席土井利勝の娘と婚約した（寛永10年（1633年）に輿入れ）。高虎は生駒家一門の家老生駒将監・帯刀父子の力を抑えるため、生駒家では外様の家臣である前野助左衛門と石崎若狭を家老に加えさせた。
寛永7年（1630年）、高虎が死去して藤堂家は息子の高次が継ぎ、生駒家の後見も引き継ぐことになった。前野と石崎は高次の意向を背景に権勢を振るい、寛永10年（1633年）に将監が死ぬと藩政を牛耳るようになった。藩主の高俊は無責任で暗愚、怠惰な人物であり、藩政を両人に任せきりにして、自身はもっぱら男色を極度に愛好し、美少年を集めては舞わせる遊びに打ち興じていた。世人はこれを「生駒おどり」と呼んだ。正室が父の利勝に高俊の行跡を訴え、利勝は立腹して厳しく諌めさせたが、高俊の乱行は一向に収まらなかった。増長した前野と石崎はしばしば専横な行いをするようになり、これに不満を持つ一門譜代の家臣たちと対立して家中は乱れた。

### 騒動勃発
寛永12年（1635年）、生駒家は幕府より江戸城修築の手伝い普請を命じられ、江戸の材木商の木屋から借金をして行った。前野と石崎はこの返済のために高松城南方の石清尾山の松林を木屋に伐採させた。この山は、親正が高松城を築いたときに要害として伐採を禁じた土地であり、家中の者たちは憤慨した。彼らは家老生駒帯刀を説き立て、前野と石崎の非違を親類へ訴えることになった。
寛永14年（1637年）7月、帯刀は江戸へ出て藤堂家の藩邸へ行き、訴状を差し出した。訴状を受け取った高次は容易ならぬことと思い、利勝と生駒家縁戚の脇坂安元と相談し、帯刀を尋問した。高次は穏便に済ますよう帯刀を説諭して国許へ帰らせ、次いで前野と石崎を藩邸に召して尋問の上で厳しく訓戒し、以後は慎むよう誓わせた。
しかし家中の不和は収まらず、かえって激しく対立するようになった。寛永15年（1638年）10月、帯刀は再び高次に前野と石崎を厳しく裁くよう訴え出た。国許にあった高次は帯刀を津藩に呼び、家中の不和が続くようではお家滅亡になると諭して帰した。寛永16年（1639年）4月、参勤交代で江戸に出た高次は、安元および利勝（前年に幕府大老に就任）と相談、このままでは訴訟が絶えず遂には生駒家はお取り潰しになると考え、事を収めるため喧嘩両成敗として、双方の主だった者5人に切腹を申し付けることになった。5月、藩主高俊が参勤交代で江戸に来て、前野と石崎も従っていた。高次は前野、石崎および国許から帯刀を藤堂家の藩邸に呼んで説得し、彼らは御家のために切腹することを承知した。高次は帯刀を藤堂家の領地の伊賀へ行かせた。
8月、高次は使者に兵をつけて讃岐に遣わし、江戸での決定を家中の者たちに伝えた。これに帯刀派の家臣たちが不満を抱き騒ぎ始めた。12月、彼らは江戸にいる藩主高俊に、帯刀ら忠義の者の命を助けるよう訴えた。それまでの事情を全く知らされていなかった高俊は驚き、親類方が相談もなくことを決めたことに怒った。寛永17年（1640年）1月、高俊は藤堂家の藩邸に赴き、高次に抗議した。高次は説諭するが高俊は納得せず、怒った高次はならば勝手にせよと匙を投げ、生駒家の家政から手を引くことにした。藤堂家の兵も讃岐から立ち去った。
帯刀は帰国し、帯刀派は歓喜したが、江戸で切腹するつもりで控えていた前野と石崎は衝撃を受け、切腹をやめ、事の始末を幕府に訴えることにした。4月、前野・石崎派は老中稲葉正勝に訴状を提出した。同時に国許に使者を送り、同志の者たちに家族を引き連れて立ち退くよう指図した。讃岐では、前野・石崎派の侍8人、家族や家来を含めると2300人が鉄砲や刀槍で武装して国許を立退く大騒ぎになった。江戸でも一味の者たちが藩邸を立退いた。

### 結末
幕府は両派の者たちを江戸城に召して審議することにした。この間に一方の首領の前野助左衛門が病死した。7月、前野・石崎派と帯刀派は対決し、帯刀は前野・石崎の専横を申し立て、さらに彼らが武装して立ち退いたことを訴えた。3回の対審の後に幕府の裁定が決した。帯刀派に対して帯刀は主人に対して忠心あるとして出雲松江藩にお預け、その他の者も諸大名家へお預けとなった。前野・石崎派に対しては石崎、前野冶太夫（助左衛門の子）ら4人は切腹、彼らの子供のうち男子は死罪、また主だった者たち数人も死罪となった。
同時に幕府は、藩主高俊に対しても家中不取締りであるとして城地を没収し、出羽国へ流罪とし、堪忍料として由利郡矢島に1万石を与えた。高俊の没後、所領は子供たちで分割されたために生駒家は大名の資格を失うが、戊辰戦争後の高直しで出羽矢島1万5千石の大名として復活を果たした。
高松藩はその後幕府直轄となり、水戸徳川家出身の松平頼重が常陸下館藩から12万石で転封された。